# Final da Copa Libertadores da América de 2006
A Final da Copa Libertadores da América de 2006 foi a decisão da 47ª edição da Copa Libertadores da América. Foi disputada entre o São Paulo e o Internacional, ambos do Brasil. Foram dois jogos, o primeiro realizou-se no Estádio do Morumbi, em São Paulo, e o segundo no Estádio Beira-Rio, em Porto Alegre.

## Transmissão

### No Brasil
No Brasil, os jogos foram transmitidos pelo canal de televisão aberta Rede Globo e pelos canais de televisão à cabo SporTV e BandSports.

### Outros países
As partidas foram transmitidas pela Fox Sports para toda a América Latina e para os Estados Unidos. E, além disso, mais de cem países em todo o planeta assistiram as partidas da grande final da Copa Libertadores 2006.

## Caminho até a final
Os finalistas classificaram-se diretamente para a segunda fase do torneio, a fase de grupos, sem necessidade de passar pela primeira, também conhecida como "pré-Libertadores", no Brasil ou "play - offs de la Copa", como é mais conhecida na América Latina.

### Segunda fase
| Equipe             | Pts | J | V | E | D | GP | GC | SG |
| ------------------ | --- | - | - | - | - | -- | -- | -- |
| São Paulo          | 12  | 6 | 4 | 0 | 2 | 12 | 6  | +6 |
| Chivas Guadalajara | 12  | 6 | 3 | 3 | 0 | 6  | 3  | +3 |
| Caracas            | 5   | 6 | 1 | 2 | 3 | 7  | 7  | 0  |
| Cienciano          | 4   | 6 | 1 | 1 | 4 | 3  | 12 | -9 |

| Equipe          | Pts | J | V | E | D | GP | GC | SG |
| --------------- | --- | - | - | - | - | -- | -- | -- |
| Internacional   | 14  | 6 | 4 | 2 | 0 | 13 | 4  | +9 |
| Nacional        | 9   | 6 | 2 | 3 | 1 | 6  | 6  | 0  |
| Unión Maracaibo | 8   | 6 | 2 | 2 | 2 | 7  | 8  | -1 |
| Pumas           | 1   | 6 | 0 | 1 | 5 | 4  | 12 | -8 |

### Fase final
| Adversário         | Local | Placar         |
| ------------------ | ----- | -------------- |
| Palmeiras          | Fora  | 1–1            |
| Palmeiras          | Casa  | 2–1            |
| Estudiantes        | Fora  | 1–0            |
| Estudiantes        | Casa  | 1–0 ( 4–3 pen) |
| Chivas Guadalajara | Fora  | 1–0            |
| Chivas Guadalajara | Casa  | 3–0            |

| Adversário | Local | Placar |
| ---------- | ----- | ------ |
| Nacional   | Fora  | 1–2    |
| Nacional   | Casa  | 0–0    |
| LDU Quito  | Fora  | 1–2    |
| LDU Quito  | Casa  | 2–0    |
| Libertad   | Fora  | 0–0    |
| Libertad   | Casa  | 2–0    |

## Detalhes

### Jogo de ida
| 9 de agosto   | São Paulo    | 1 – 2     | Internacional         | Estádio do Morumbi, São Paulo                |
| 21:45 (UTC-3) | Edcarlos 75' | Relatório | Rafael Sóbis 53', 61' | Público: 71 456 Árbitro: URU Jorge Larrionda |

| São Paulo | Internacional |

| SÃO PAULO:     |    |                  |                                   |
|                |    |                  |                                   |
| G              | 1  | Rogério Ceni     |                                   |
| LD             | 21 | Souza            | 55'                               |
| Z              | 3  | Fabão            | 82'                               |
| Z              | 4  | Edcarlos         |                                   |
| Z              | 5  | Diego Lugano     |                                   |
| LE             | 6  | Júnior           |                                   |
| V              | 8  | Josué            | Penalizado · Penalizado · Expulso |
| M              | 7  | Mineiro          |                                   |
| M              | 10 | Danilo           | 63'                               |
| A              | 9  | Leandro          | 86'                               |
| A              | 12 | Ricardo Oliveira |                                   |
| Reservas:      |    |                  |                                   |
| G              | 22 | Bosco            |                                   |
| Z              | 18 | Alex Silva       |                                   |
| V              | 20 | Richarlyson      |                                   |
| M              | 16 | Ilsinho          |                                   |
| M              | 23 | Lenílson         | 63'                               |
| A              | 14 | Aloísio          | 86'                               |
| A              | 19 | Thiago Ribeiro   |                                   |
| Treinador:     |    |                  |                                   |
| Muricy Ramalho |    |                  |                                   |

| INTERNACIONAL: |    |                     |                                   |
|                |    |                     |                                   |
| G              | 1  | Clemer              |                                   |
| LD             | 14 | Ceará               | 56'                               |
| Z              | 3  | Bolívar             |                                   |
| Z              | 4  | Fabiano Eller       |                                   |
| V              | 15 | Edinho              |                                   |
| V              | 5  | Fabinho             | Penalizado · Penalizado · Expulso |
| M              | 7  | Tinga               |                                   |
| M              | 23 | Jorge Wagner        |                                   |
| M              | 24 | Alex                | 74'                               |
| A              | 9  | Fernandão           |                                   |
| A              | 11 | Rafael Sóbis        | 78'                               |
| Reservas:      |    |                     |                                   |
| G              | 12 | Marcelo             |                                   |
| Z              | 13 | Índio               | 74'                               |
| V              | 8  | Perdigão            |                                   |
| V              | 21 | Wellington Monteiro | 56'                               |
| M              | 10 | Iarley              |                                   |
| M              | 18 | Michel              | 78'                               |
| A              | 19 | Rentería            |                                   |
| Treinador:     |    |                     |                                   |
| Abel Braga     |    |                     |                                   |

| Homem da partida: Rafael Sóbis Assistentes: Pablo Fandiño Walter Rial Quarto árbitro: Martín Vázquez |

### Jogo de volta
| 16 de agosto  | Internacional             | 2 – 2     | São Paulo                | Estádio Beira-Rio, Porto Alegre               |
| 22:00 (UTC-3) | Fernandão 29' · Tinga 66' | Relatório | Fabão 50' · Lenílson 85' | Público: 57 554 Árbitro: ARG Horacio Elizondo |

| Internacional | São Paulo |

| INTERNACIONAL: |    |                |       |         |
|                |    |                |       |         |
| G              | 1  | Clemer         |       |         |
| LD             | 14 | Ceará          |       |         |
| Z              | 3  | Bolívar        | 49'   |         |
| Z              | 4  | Fabiano Eller  |       |         |
| Z              | 13 | Índio          |       |         |
| V              | 15 | Edinho         | 90+3' |         |
| M              | 7  | Tinga          |       | 2', 66' |
| LE             | 23 | Jorge Wagner   | 5'    |         |
| M              | 24 | Alex           | 55'   | 78'     |
| A              | 9  | Fernandão      | 3'    |         |
| A              | 11 | Rafael Sóbis   | 82'   |         |
| Reservas:      |    |                |       |         |
| G              | 22 | Renan          |       |         |
| Z              | 16 | Ediglê         | 82'   |         |
| V              | 8  | Perdigão       |       |         |
| M              | 10 | Iarley         |       |         |
| M              | 18 | Michel         | 78'   |         |
| M              | 25 | Adriano Gabiru |       |         |
| A              | 19 | Rentería       |       |         |
| Treinador:     |    |                |       |         |
| Abel Braga     |    |                |       |         |

| SÃO PAULO:     |    |                    |     |
|                |    |                    |     |
| G              | 1  | Rogério Ceni       |     |
| LD             | 21 | Souza              |     |
| Z              | 3  | Fabão              |     |
| Z              | 4  | Edcarlos           | 70' |
| Z              | 5  | Diego Lugano       |     |
| LE             | 6  | Júnior             |     |
| M              | 7  | Mineiro            |     |
| V              | 20 | Richarlyson        | 58' |
| M              | 10 | Danilo             | 58' |
| A              | 9  | Leandro            |     |
| A              | 14 | Aloísio            | 11' |
| Reservas:      |    |                    |     |
| G              | 22 | Bosco              |     |
| Z              | 18 | Alex Silva         |     |
| V              | 13 | Ramalho            |     |
| M              | 16 | Ilsinho            |     |
| M              | 23 | Lenílson           | 58' |
| A              | 11 | Alex Dias          | 70' |
| A              | 19 | Thiago Ribeiro 58' |     |
| Treinador:     |    |                    |     |
| Muricy Ramalho |    |                    |     |

| Homem da partida: Fernandão Assistentes: Rodolfo Otero Darío García Quarto árbitro: Sergio Pezzotta |